# ReiserFS
ReiserFS (zwany także Reiser3) – system plików zaprojektowany i zaimplementowany przez firmę Namesys kierowaną przez Hansa Reisera. ReiserFS jest częścią jądra Linuksa.
ReiserFS był jednym z pierwszych systemów plików z księgowaniem (ang. journaling) dla Linuksa.
Podobnie jak w ext3, księgowanie zapewnia atomowość operacji na systemie plików w odróżnieniu od ext2, dla którego czas reakcji systemu plików jest nieprzewidywalny. Za zwiększenie bezpieczeństwa danych płaci się niską szybkością operacji (z powodu konieczności aktualizacji kroniki – ang. journal) i przestrzenią dyskową (kronika zajmuje miejsce).
ReiserFS do przechowywania obiektów używa algorytmu B-drzew. Znany jest z efektywnego przechowywania i dostępu do dużej liczby małych plików (szczególnie w jednym katalogu). Jest to między innymi korzystne przy obsłudze kolejek wiadomości w grupach dyskusyjnych.